# 秦岭细鳞鲑
秦岭细鳞鲑（学名：Brachymystax tsinlingensis）也称花鱼、梅花鱼、金板鱼、闾花鱼、五色鱼、闾鱼等，是鮭科细鳞鲑属的一种鱼。为中国的特有种，主要分布于秦岭两侧渭河上游及其支流及汉水北侧支流湑水河、子午河上游的溪流中。  秦岭细鳞鲑是典型的第四纪冰川陆封残留冷水性鱼类，现为中国国家二级保护野生动物。目前在陕西省和甘肃省都设有保护秦岭细鳞鲑自然保护区。
被农业农村部选入2022年全国十大特色水产种质资源，以及20个优异特色水产养殖种质资源之一。

## 分类
最初认为是细鳞鲑的一个亚种，但一直对亚种地位存在分歧。 近年文献资料表明，秦岭细鳞鲑可被视为细鳞鲑属的一个有效种（而不仅仅为细鳞鲑亚种）；其分布范围不仅限于秦岭：韩国等国外学者将韩国的细鳞鲑种群也归入了秦岭细鳞鲑。
此鱼为中国国家重点保护野生动物名录鱼纲（1988年版）15种野生硬骨鱼类中，唯一于1949年以后命名的珍稀鱼类
； 它与櫻花鉤吻鮭及川陕哲罗鲑类似，是冰川期来自北方、孑遗于东亚暖温带而演化形成的鲑科鱼类物种。